# Festival du cinéma américain de Deauville 2025
Le Festival du cinéma américain de Deauville 2025, la 51e édition du festival, se déroulera du 5 au 14 septembre 2025.

## Déroulement et faits marquants
La sélection de la compétition officielle et la composition des jurys sont annoncées en août 2025.

## Jurys

### Jury de la compétition officielle
- Golshifteh Farahani (présidente), actrice
- Thomas Cailley, réalisateur, scénariste
- Eye Haïdara, actrice
- Katell Quillévéré, réalisatrice, scénariste
- Philippine Leroy-Beaulieu, actrice
- Vincent Macaigne, acteur
- Benjamin Millepied, danseur, chorégraphe
- Émilie Tronche, réalisatrice, scénariste

### Jury de la révélation
- Jean-Pascal Zadi (président), acteur
- Suzy Bemba, actrice
- Julien Colonna, réalisateur
- Bilal Hassani, auteur-compositeur-interprète
- Anaïde Rozam, actrice

## Sélection officielle

### Compétition
- After This Death (en) de Lucio Castro (en)
- Lurker (en) de Alex Russell
- Olmo (en) de Fernando Eimbcke
- Rebuilding (en) de Max Walker-Silverman (en)
- The Chronology of Water de Kristen Stewart
- The End de Joshua Oppenheimer
- The Plague (en) de Charlie Polinger
- I Live Here Now (en) de Julie Pacino (en)
- In Transit (en) de Jaclyn Bethany (en)
- Sovereign de Christian Swegal
- The New West (en) de Kate Beecroft
- Eleanor the Great de Scarlett Johansson
- Omaha de Cole Webley

## Palmarès
- Grand prix :
- Prix du jury :
- Prix de la révélation :
- Prix de la critique :
- Prix d'Ornano-Valenti :
- Prix du public :